# Cambarus ludovicianus
Cambarus ludovicianus är en kräftdjursart som beskrevs av Faxon 1884. Cambarus ludovicianus ingår i släktet Cambarus och familjen Cambaridae. IUCN kategoriserar arten globalt som livskraftig. Inga underarter finns listade i Catalogue of Life.